# 河鍋暁斎記念美術館
河鍋暁斎記念美術館（かわなべきょうさいきねんびじゅつかん）は、埼玉県蕨市にある、幕末から明治時代にかけて活躍した絵師・河鍋暁斎の個人美術館である。

## 概要
公益財団法人河鍋暁斎記念美術館は、浮世絵師または狩野派の絵師として知られている河鍋暁斎の画業を顕彰、彼の門人たちの活動について広く認知されることを目的に創設された。1944年（昭和19年）に強制疎開により、埼玉県蕨市に居を移していた暁斎の曾孫、河鍋楠美が自宅を改装したうえで、1977年（昭和52年）11月3日、開館した。当初は河鍋楠美が眼科医院の院長だったため、現在の第一展示室だけが「河鍋暁斎記念美術館」で、休診日の木曜と日曜祝祭日のみ開館していた。河鍋楠美は美術館設立当初から研究や出版も目的に据え、開館の翌年には河鍋暁斎研究会（現在の美術館友の会）を発足させ講演会を開催し、更に1980年（昭和55年）に研究誌『暁斎』を創刊している。また、暁斎の弟子でもあったジョサイア・コンドル六十五回忌や、暁斎の九十回忌・九十九回忌などに節目のイベントを行っていった。1986年（昭和61年）3月に財団法人の認可を受け、2012年（平成24年）に公益財団法人へ移行した。
代々河鍋家に伝わる画稿、下絵など3000点余を収蔵品の中心とし、買い戻した暁斎の肉筆画や門人の作品の展示を行っている。また、年1回のシンポジウムと年2回の研究発表会を行うなど暁斎研究の中核を担い、他の機関や研究者と協力し、暁斎の評価を高めることを目指している。

## 施設概要
住所
- 〒335-0003 埼玉県蕨市南町4-36-4

開館時間
- 10時 - 16時（16時まで入館可）

休館日
- 毎週火曜・木曜日（祝日の場合は翌日）、毎月26日 - 末日（展示替え期間のため）、年末年始

入館料
- 一般 600円、大学生・高校生・65歳以上・障害者手帳提示 500円、中学生・小学生 300円

## 収蔵品
- 「文読む美人図」 絹本着色、河鍋暁斎
- 「閻魔大王と地獄太夫」 絹本着色、河鍋暁斎
- 「猫を抱く美人図」 紙本墨画、河鍋暁斎
- 「寛永時代美人図」 絹本着色、河鍋暁翠
- 「百福の宴」 絹本着色、河鍋暁翠

## 交通アクセス
- 京浜東北線西川口駅（西口）下車、徒歩20分
- JR京浜東北線蕨駅西口よりコミュニティバス「河鍋暁斎記念美術館」下車